# خوليو أرسا
خوليو أندريس أرسا (بالإسبانية: Julio Arca)‏، من مواليد 31 يناير 1981 في بيونس آيرس في الأرجنتين، لاعب كرة قدم أرجنتيني.
بدأ مسيرته الكروية مع نادي أرجنتينوس جونيورز في عام 1998، ولعب معهم حتى عام 2000، وشارك معهم في 36 مباراة، وفي عام 2006 انتقل إلى نادي سندرلاند الإنجليزي، ولعب معهم حتى عام 2006، وشارك معهم في 157 مباراة وسجل 17 هدف، ومنذ عام 2006 وهو يلعب مع نادي ميدلزبره الإنجليزي.

## روابط خارجية
- خوليو أرسا على موقع الاتحاد الدولي (مؤرشف)  (الإنجليزية)
- خوليو أرسا على موقع قاعدة بيانات كرة القدم.إي يو (الإنجليزية)
- خوليو أرسا على موقع Soccerbase.com (لاعب) (الإنجليزية)
- خوليو أرسا على موقع عالم كرة القدم.نت (الإنجليزية)
- خوليو أرسا على موقع كووورة